# Алтуф'євський (район Москви)
Алтуф'євський (рос. Алту́фьевский) — адміністративний район в Москві, входить до складу Північно-Східного адміністративного округу. Населення станом на 1 січня 2017 року 57228 чол., площа 3,25 км²
Район утворено 5 липня 1995 року.
На території району розташовані станції метро Бібірево та Алтуф'єво.